# Dénes Krusovszky
Dénes Krusovszky (geboren 15. April 1982 in Debrecen) ist ein ungarischer Schriftsteller.

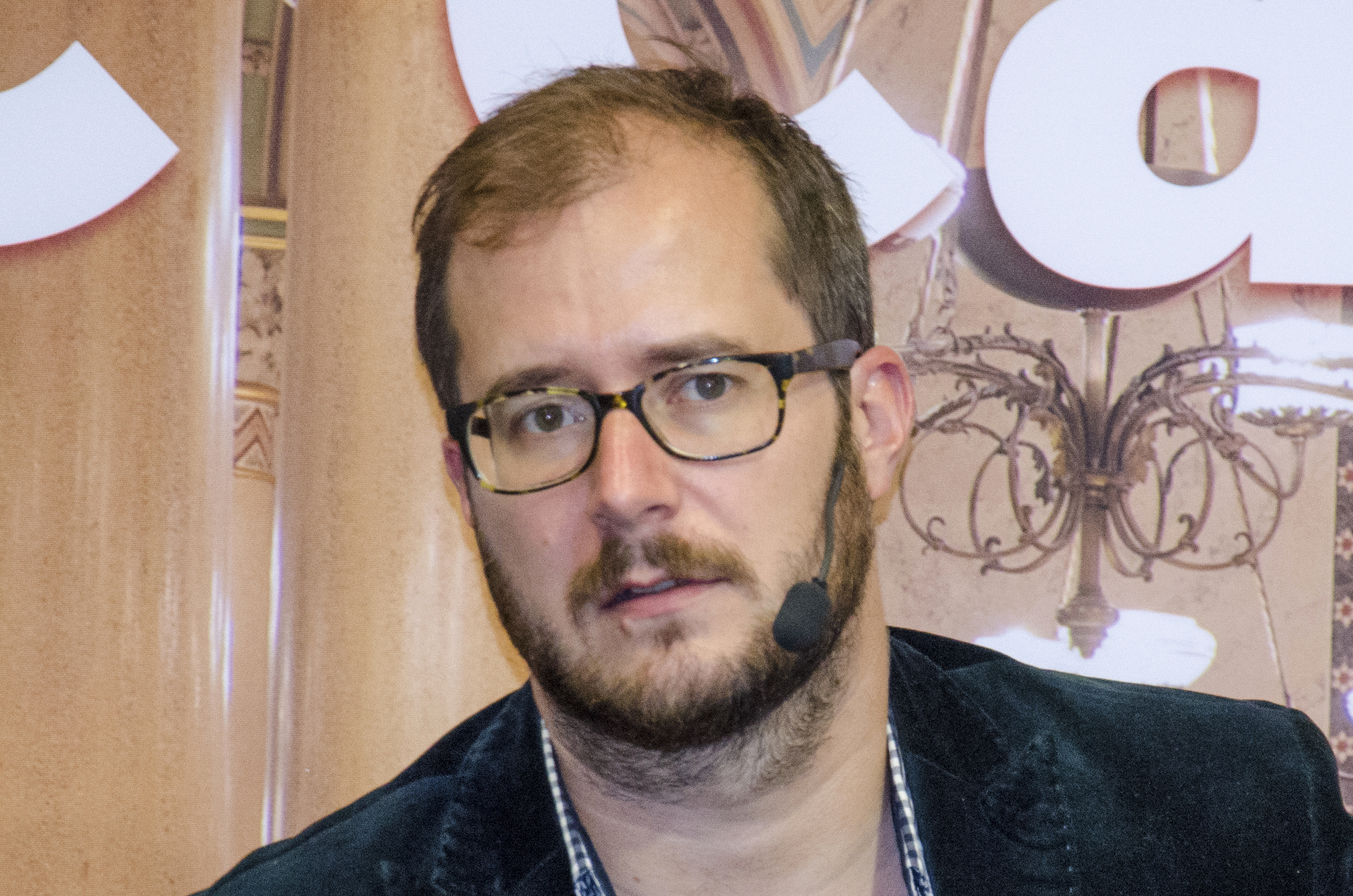
Dénes Krusovszky (2015)

## Leben
Dénes Krusovszky studierte Ungarische Literatur, Ästhetik und Komparistik an der Eötvös-Loránd-Universität. Sein erster Gedichtband erschien im Jahr 2006. Krusovszky erhielt verschiedene Stipendien, wurde mehrfach mit Literaturpreisen ausgezeichnet, so 2012 mit dem Attila-József-Preis. 2014 gründete er die Lyrik-Website Versum.
Krusovszky lebt in Budapest und Wien.

## Werke (Auswahl)
- Elromlani milyen. Kalligram, 2009

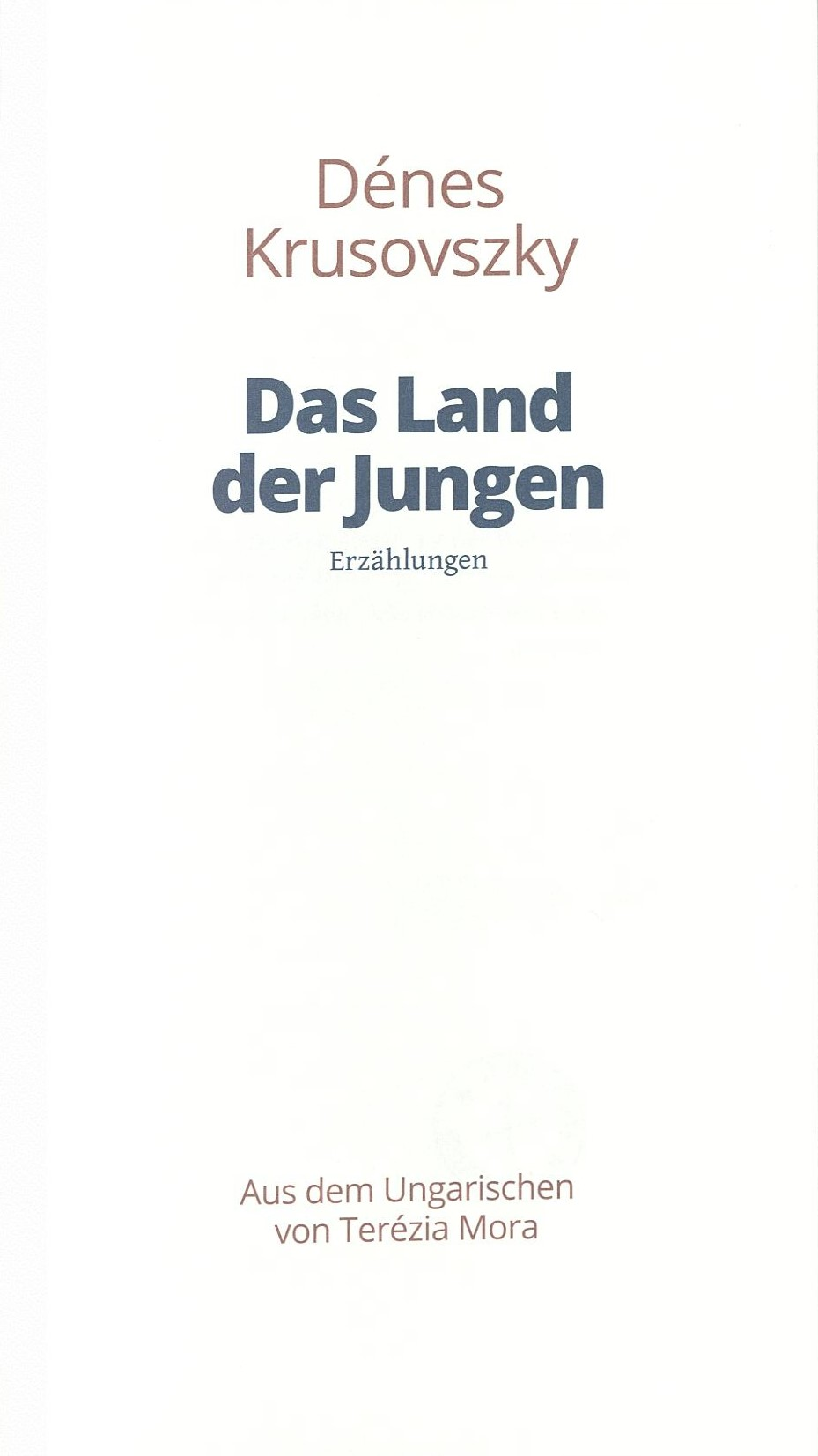
Das Land der Jungen (2024)

  - Wie schön das Kaputtgehen ist : Gedichte. Übersetzung István Orbán. Stuttgart: Merz & Solitude, 2011
- Dénes Krusovszky; Benjamin Stölzel: Gedichte - Skulpturen. Deutsche Übersetzung der Gedichte Timea Tankó; englische Übersetzung der Gedichte Mark Baczoni. Berlin: Akademie der Künste, 2018
- A fiúk országa. Magvető Könyvkiadó, 2014  	
  - Das Land der Jungen : Erzählungen. Übersetzung Terézia Mora. Berlin: Die Andere Bibliothek, 2024
- Akik már nem leszünk sosem. Roman. Budapest: Magvető, 2018
- Levelek nélkül. Budapest: Magvető, 2023